# Берёзовое (Ровненская область)
Берёзовое (укр. Березове) — село в Сарненском районе Ровненской области Украины. Административный центр Берёзовской сельской общины.
До 2020 года входило в Рокитновский район.
Население по переписи 2001 года составляло 2543 человека. Почтовый индекс — 34212. Телефонный код — 8-03635. Код КОАТУУ — 5625080801.